# Марков, Михаил Герасимович
Михаил Герасимович Марков (17 июля 1938, СССР — 5 мая 2012, Москва, Россия) — советский велогонщик, тренер по велоспорту, заслуженный тренер СССР.

## Биография
Воспитанник курской велосипедной школы. Чемпион СССР в командном зачете (1958). 11-кратный чемпион СССР, серебряный призёр чемпионата мира в Амстердаме (1967) в гонке за лидером. В 1977 г. закончил выступления на треке и на шоссе, до выхода на пенсию работал тренером спортивного общества ЦСКА.
Отец российского велогонщика Алексея Маркова.